# Нара (период)
Нара (на японски: 奈良時代) е период от японската история, датиращ от 710 до 794 г. Императрица Генмей установява столицата в Хейджо-кио (днес Нара). С изключение на пет години (740 – 745), когато столицата за кратко е преместена, Хейджо-кио е столица и център на японската цивилизация, докато император Канму не установява новата столица в Нагаока-кио през 784 г., преди Хеян-кио (днес Киото) да стане дългогодишна столица през 794 г.
Японското общество през периода Нара се занимава главно със земеделие и е съсредоточено около селата. Повечето от селяните изповядват шинтоизъм, който се основава на боготворенето на природните духове ками.
Имперската столица е създадена по модел на Чанан – столицата на китайската династия Тан. В много други отношения, японската горна класа следва китайския модел, включително приемането на китайска писменост, китайска мода и китайски вариант на будизма.
През Нара, японските занаятчии създават все по-прецизни будистки скулптури и издигат големи будистки храмове. Построена е пътна мрежа, свързваща столицата с отдалечените провинции. Написани са две официални свещени хроники: Коджики и Нихоншоки. Съставен е сборника от китайски поеми на японски поети Кайфусо, както и антологията на местната поезия Маньошу.
Съставени са правни кодекси по китайски модел, които да заместят по-слабо структурираните местни традиции на правните процеси. Китайската идея за император като върховен символ на централната власт се инкорпорира в местната японска интерпретация, където император става и водеща фигура в шинтоистката религия. Също като китайския си прототип, японското централно правителство е съставено от Държавен съвет (Даджокан) и министри. Служба на божествата (Джингикан) ръководи официалните шинтоистки церемонии. Империята разширява границите си и покорява южните части на Кюшу, както и северните части на Хоншу в поредица от военни кампании от края на 8 век.